# Voice of Peace
Voice of Peace (en hébreu : קול השלום - Kol Hashalom, la Voix de la Paix) est une station de radio pirate offshore qui a émis sur Israël et le Moyen-Orient pendant vingt ans, entre 1973 et 1993.
L'idée directrice de la station était d'aider à la réconciliation entre Israël et les voisins arabes. 

## Gestation
Voice of Peace est essentiellement un projet imaginé et dirigé par Abie Nathan, juif d'origine persane né en 1927. Âgé de dix-sept ans seulement, celui-ci s'était engagé dans la Royal Air Force pour combattre contre les Allemands dans la Seconde Guerre mondiale. À la création d'Israël, il est l'un des premiers pilotes du tout nouvel État. Il tente de rencontrer Nasser en Égypte peu avant la guerre des Six Jours pour le convaincre de ne pas entrer en guerre, en vain. Il est renvoyé en Israël où il écope de 40 jours de prison en raison de ses contacts avec l'ennemi.
C'est en 1967 qu'il a l'idée de créer une radio pacifiste, en réaction aux programmes bellicistes diffusés par La Voix des Arabes et Kol Israel. Après avoir divorcé et vendu tous ses biens, il se rend à Amsterdam pour faire l'acquisition d'un navire, qu'il baptise lui aussi Voice of Peace, puis à New York, où il espère parvenir à collecter les fonds nécessaires à l'acquisition de l'onéreux matériel d'émission. Après plusieurs mois de recherche infructueuse, il se lance dans une grève de la faim qui connaît une grande médiatisation et lui permet d'obtenir un écho conséquent auprès de certaines associations religieuses et des hommes d'affaires suisses Erwin Meister et  Edwin Bollier (directeurs de Radio North Sea International). Il reçoit ainsi diverses aides matérielles et on lui présente des animateurs prestigieux, notamment Tony Allen, qui se met alors au service de Voice of Peace. John Lennon envoie également beaucoup d'argent et sa chanson Give Peace a Chance devient l'hymne de la nouvelle station.
Après plusieurs années de travail acharné, le projet est en voie de se concrétiser fin 1972. Les premiers tests d'émission, prévus pour le 15 décembre doivent être reportés de plusieurs mois en raison de difficultés économiques. Le navire quitte New York le 16 mars 1973, les premiers tests ont lieu sur une fréquence de 195m OM (1540 kHz), tenue secrète pour d'éviter les éventuelles tentatives de brouillage. Après sa traversée de l'Atlantique, le navire se rend à Marseille afin de réparer des dommages causés par une tempête. Les tests reprennent fin mai.

## 1973: premières émissions
Le navire, battant pavillon panaméen, s'ancre dans les eaux internationales au large du Mont Sinaï. Grâce à son puissant émetteur (50 kW), ses programmes, diffusés en anglais, hébreu, français et arabe,  peuvent être entendus dans de nombreux pays : Israël, Jordanie, Syrie, Chypre, Liban, Égypte, etc., soit un auditoire potentiel de 20 à 30 millions d'auditeurs. Comme l'atteste un sondage de l'époque, la station devient vite favorite chez la jeunesse israélienne. Le succès semble par contre plus mitigé auprès des jeunes Arabes.
L'entretien d'une radio offshore coûte cher, et l'entreprise rencontre d'importantes difficultés financières. Mais les donations restent nombreuses, des peintres israéliens font don du bénéfice de la vente de certaines de leurs œuvres à Voice of Peace et des étudiants de Haïfa organisent une grande manifestation en soutien de la station.
Nathan tente d'organiser sur le bateau, en terrain neutre donc, une rencontre entre Golda Meir et Anouar el-Sadate. Mais la guerre reprend au Golan en octobre 1973 et le navire se voit contraint par le gouvernement israélien de quitter la zone. Devant l'échec de sa tentative de pacification, la radio cesse ses émissions.

## Retour sur les ondes
Nathan retourne à Amsterdam. Radio Caroline lui laisse l'antenne pour lancer une vaste campagne de souscription afin de financer le retour de Voice of Peace, avec un certain succès, mais il se rend compte que le coût d'entretien d'un bateau-radio est colossal, et qu'une gestion commerciale par la publicité, à la manière des deux aînées Radio Caroline et Radio Veronica, est nécessaire pour assurer la survie de la station.
Voice of Peace fait son retour sur les ondes. Le nouveau directeur artistique de la station et ex-animateur vedette de Radio North Sea International, Crispian St John, écrit également dans l'hebdomadaire américain Billboard magazine, ce qui offre à la station une tribune supplémentaire.
VoP émet alors 24h/24 depuis la Méditerranée. Les programmes sont essentiellement composés des succès anglophones du moment et sont en anglais, à l'exception d'une émission en hébreu dans la nuit du vendredi et une autre consacrée à la musique arabe le samedi matin. La station parvient à l'équilibre budgétaire grâce aux nombreux annonceurs publicitaires. Elle fait même des bénéfices, qui sont reversés à des associations caritatives.
Voice of Peace se fait d'une certaine manière l'héritière de ses aînées pirates des années 1960 et 1970 : tous ses animateurs sont britanniques (certaines émissions sont d'ailleurs enregistrées sur bandes au Royaume-Uni puis acheminées jusqu'à Tel Aviv, siège de la station, avant d'être diffusés) et la station anime à terre des soirées en discothèques. Les animateurs « résidents » travaillent dans un esprit de bénévolat, et ne touchent que 60 £, soit l'équivalent d'environ 800 francs français de l'époque, de ce qu'il faut bien appeler de l'argent de poche.
Le 31 décembre 1981, face au refus du gouvernement d'Israël d'accorder une licence d'émission depuis la terre ferme (ce qui aurait été une aide appréciable), Voice of Peace cesse provisoirement ses émissions. Le 12 janvier cependant, la Knesset informe qu'une réforme importante de la réglementation audiovisuelle est en préparation et la station reçoit l'autorisation d'émettre depuis les eaux territoriales pendant la période hivernale, afin de préserver la sécurité des occupants du navire, mais à la condition que les émissions se limitent au territoire israélien et que la station se place sous le contrôle du gouvernement, sous peine de se voir interdire la possibilité de diffuser de la publicité.
Ce qu'Abie Nathan considère tout d'abord comme une avancée auprès des autorités se trouve vite vite démenti. Les partis d'opposition et certains orthodoxes religieux contestent la faveur faite à la station et affirment que Voice of Peace doit cesser d'émettre pendant le chabbat. Le 16 février, Nathan fait le choix d'exiler de nouveau la station au large, où elle n'aura plus à subir ce genre d'attaques.
Le 19 février, la station reprend ses programmes quelques heures et indique que Nathan va se rendre à Dublin afin d'apporter sa pierre aux tentatives de réconciliation entre catholiques et protestants. Voice of Peace, de nouveau ancrée au large de l'État hébreu, fête ses dix ans d'existence avec une soirée Beatles le 28 mai 1983.

## Les années 1990
En 1991, à la suite de l'invasion du Koweït qui donne lieu à la deuxième guerre du Golfe, la station se fait à nouveau chantre de la paix et diffuse des informations qu'elle recueille avec les moyens du bord.
À l'automne de la même année, Abie Nathan est condamné à 18 mois de prison pour avoir rencontré le leader de la cause palestinienne, Yasser Arafat. Il en sortira cependant le 30 mars 1992, après six mois, le gouvernement lui accordant la grâce pour sa bonne conduite. La station, quant à elle, poursuit ses émissions avec difficultés, malgré ses succès d'audience initiaux. En mars 1992, un mouvement de libéralisation des ondes, accompagné par la création de la Seconde Autorité pour la télévision et la radio (SATR), se fait en Israël, et les nombreuses stations-pirates qui fleurissent alors se voient proposer la possibilité d'une régularisation, et pour les stations off-shore, dont Voice of Peace et Arutz Sheva, l'autorisation d'émettre à partir de la terre, en contrepartie de redevances, d'un contrôle éditorial du contenu, et de règles assez coercitives en matière de publicité qui interdisent l'espoir d'être autosuffisant par ce biais. Le projet piétine pendant de longs mois, et alors qu'un dossier détaillé de demande d'autorisation a été déposé, la radio nationale Kol Israel met fin à cette possibilité en lançant une campagne agressive contre le projet de libéralisation. 
Cependant les problèmes financiers finirent par avoir raison de Voice of Peace. Les modifications de format et les suspensions d'émissions pour faire face aux problèmes légaux ou matériels se sont enchaînées. Elle subit par ailleurs la concurrence d'Arutz Sheva, plus professionnelle, et des nombreuses stations-pirates qui éclosent. À la suite de choix de gestion malheureux dans le recrutement d'annonceurs, et d'une baisse d'audience , elle n'a plus que très peu d'annonceurs après le départ de Coca-Cola. Endettée à hauteur d'environ 250 000 $USD, elle cesse définitivement ses émissions le 1er octobre 1993. De plus, des discussions de paix s'étant engagées entre Yitzhak Rabin et Yasser Arafat, la station avait en quelque sorte atteint son but et n'avait plus de raison d'être. Nathan continua à travailler pour diverses causes humanitaires à travers le monde.
Plusieurs tentatives sont faites pour vendre le bateau ou relancer les émissions de Voice of Peace, mais toutes échouent. Le dernier jour des émissions, alors qu'Abie Nathan a fait part de son intention de couler le bateau, la municipalité de Tel-Aviv et le ministre de l'environnement lui proposent un mouillage près des côtes afin de transformer le bateau en musée de la paix. Le bateau rejoint le mouillage promis, mais après presque deux mois d'attente, un changement de majorité dans la municipalité met fin au projet. Nathan en revient alors  à son idée initiale, donne l'ordre de récupérer le matériel d'émission se trouvant à bord, et après le refus d'une proposition de rachat de dernière minute, conduit le 28 novembre le bateau dans les eaux internationales, où il est sabordé. Il coule le lendemain, le 29 novembre 1993.

## Film
En 2013, un documentaire, The Voice of Peace : Le rêve pacifiste d'Abie Nathan, réalisé par Eric Friedler, est consacré au parcours d'Abie Nathan, et retrace l'épopée du bateau et de la station de radio. Ce film est récompensé en Allemagne par le prix Adolf-Grimme.

## Sources
- (en) Cet article est partiellement ou en totalité issu de l’article de Wikipédia en anglais intitulé « Voice of Peace » (voir la liste des auteurs).

1. ↑  Voice of Peace history/12, sur offshoredradiomuseum.co.uk
2. ↑  .Voice of Peace history/13, sur offshoredradiomuseum.co.uk
3. ↑  The Voice of Peace - Description, Arte.tv

- Lesueur, Daniel, Pirates des Ondes -  Histoire des radios pirates au XXe siècle. , L'Harmattan, 2002  (ISBN 2747519899), p. 233-238.